# Archispirostreptus camerani
Archispirostreptus camerani är en mångfotingart som beskrevs av Filippo Silvestri 1895. Archispirostreptus camerani ingår i släktet Archispirostreptus och familjen Spirostreptidae. Inga underarter finns listade i Catalogue of Life.